# Ghislaine Saikaley
Ghislaine Saikaley (née en 1962 à Rouyn-Noranda au Québec) fut la commissaire aux langues officielles du Canada par intérim de 2016 à 2018. Durant son mandat comme commissaire, elle a initié un processus de modernisation de la Loi sur les langues officielles.

## Jeunesse et éducation
Saikaley grandit à Rouyn-Noranda, où son père était chef de police. Ses deux parents étaient des policiers. Elle étudia à l'Université de Montréal, où elle obtint un baccalauréat en criminologie.

## Carrière
Saikaley commença à travailler dans la fonction publique canadienne en 1986 au centre correctionnel de Rouyn-Noranda. Elle deviendra gestionnaire de cet établissement six mois plus tard. Elle déménagea ensuite à Granby pour des raisons familiales, puis à Hull, pour devenir gestionnaire du bureau des libérations conditionnelles de la région.

### Commissariat aux langues officielles
Saikaley s'est jointe au Commissariat aux langues officielles en 2008 à titre de commissaire adjoint responsable des enquêtes sur les infractions à la Loi sur les langues officielles.
En décembre 2016, Saikaley devient commissaire par intérim pour une période de 6 mois, à la suite de la retraite de Graham Fraser. Cinq mois plus tard, le premier ministre du Canada, Justin Trudeau, nomme Madeleine Meilleur comme nouvelle commissaire. Les partis d'opposition ont qualifié cette nomination de partisane, parce que Meilleur était une ancienne ministre du Parti libéral de l'Ontario. Meilleur a finalement retiré sa candidature  en juin 2017.  Le mandat de six mois de Saikaley à titre de commissaire intérimaire a expiré sans qu'un commissaire ait été nommé pour la remplacer, laissant le Commissariat aux langues officielles dans un « vide juridique » où il était dépourvu de toute autorité sans commissaire. Le mandat de Saikaley a par la suite été prolongé 6 mois de plus.